# Carpha curvata
Carpha curvata är en halvgräsart som beskrevs av Winifred Mary Curtis. Carpha curvata ingår i släktet Carpha och familjen halvgräs.
Artens utbredningsområde är Tasmanien. Inga underarter finns listade i Catalogue of Life.